# Younès

Calligraphie en arabe de « Yunus ».

Yunus  (prononciation : Younousse; arabe : يونس (Younousse)) est un prénom masculin arabe dont la forme première est Yûnus. Il correspond en français au prénom Jonas. Il existe des variantes orthographiques : Younse, Younès, Younous, etc.

## Le personnage de Yunus
Yûnus est l'équivalent arabe de l'hébreu יוֹנָה yôna(h), nom qui fait référence à l'intimité existant entre Dieu et l'homme[réf. nécessaire]. Yôna(h) est le nom hébreu du prophète biblique Jonas, et Yûnus est ce même personnage dans le Coran, au titre de prophète de l'islam. Tout comme dans la Bible il est l'objet du Livre de Jonas, Yunus donne son nom, dans le Coran, à un chapitre (sourate), le dixième, et il est mentionné dans cinq autres sourates. Dans le Coran, il est aussi connu sous le nom de Ṣâḥib al-hût ou ḑu al-nûn (« compagnon du poisson » et « possesseur du poisson »).
Tant dans la Bible que dans le Coran, le personnage est surtout connu pour l'histoire de son passage de trois jours dans le ventre d'une baleine (traduction fréquente des mots arabes hût et nûn qui signifient essentiellement « (gros) poisson ». Dans l'islam, Yunus est devenu un modèle de patience (du fait de ce séjour) dont il faut imiter l'exemple. Par la suite, son histoire a été embellie dans les récits hagiographiques, et il est devenu le patron de nombreux lieux de pèlerinages extra-canoniques et de visites pieuses dans des sanctuaires (ziyârât).

## Personnages célèbres portant le prénom ou nom de Younès, Younes ou Youness
- Yunus Emre, (1240c–1321c), soufi et poète « turc » ;
- Yunus Pacha, dit Yunus Emre Pacha (m. en 1517), grand vizir du sultan ottoman Sélim I ;
- Yunus Nadi Abalıoğlu dit Yunus Emre (1879-1945), journaliste turc ;
- Mohammad Younes KhalisYunus Emre (1919-2006), homme politique afghan
- Muhammad Yunus (né en 1940), économiste bangladais, prix Nobel de la paix 2006 ;
- Karim Younes (né en 1948), homme politique algérien ;
- Gayyur Yunus (né en 1948), peintre et artiste azerbaïdjanais ;
- Younous Qanouni (né en 1957), homme politique afghan ;
- Iounous-bek Evkourov (né en 1963), homme politique d'Ingouchie ;
- Younes Al Shibani, footballeur international libyen ;
- Younès Belhanda, footballeur international marocain ;
- Younès Boucif (1995-), rappeur et acteur français ;
- Younes Elamine, auteur-compositeur-interprète marocain ;
- Younès El Aynaoui, joueur marocain de tennis professionnel ;
- Younès Grandjean, guitariste  marocain suisse ;
- Younès Kaboul, footballeur franco-marocain ;
- Younès Khattabi, joueur de rugby franco-marocain ;
- Younes Megri, acteur, chanteur et compositeur marocain ;
- Younes Mankari, footballeur marocain ;